# Phyllodactylus rutteni
Espèce
Phyllodactylus rutteni est une espèce de geckos de la famille des Phyllodactylidae.

## Répartition
Cette espèce est endémique des Dépendances fédérales au Venezuela. Elle se rencontre sur les îles de Blanquilla, de La Orchila, de la Tortue dans les archipels de Los Roques et de Los Hermanos.

## Étymologie
Cette espèce est nommée en l'honneur de Louis Martin Robert Rutten (1884-1946).

## Publication originale
- Hummelinck, 1940 : Studies on the fauna of Curacao, Aruba, Bonaire and the Venezuelan Islands: No. 2. A survey of the mammals, lizards and mollusks. Studies on the Fauna of Curacao and other Caribbean Islands, vol. 1, p. 59—108.